# McKenzie Wark
McKenzie Wark (Austràlia, 10 de setembre de 1961) és una investigadora i acadèmica australiana. És catedràtica d'estudis culturals i mitjans de comunicació al Lang College de la New School for Social Research de Nova York. Ha publicat nombrosos assaigs de crítica cultural, com The Beach Beneath the Street (Verso, 2011) i The Spectacle of Disintegration (Verso, 2013), ambdós centrats en la història i el llegat cultural i polític dels integrants del moviment de la Internacional Situacionista  (IS). D'altra banda, ha estudiat a bastament els canvis socials i culturals produïts per la incursió de les tecnologies de la informació i la comunicació en la nostra quotidianitat. A Un manifiesto hacker (Alpha Decay, 2004), per exemple, reivindica l'emergència d'una nova classe social —els hackers— capaç de lluitar contra la privatització del coneixement en l'era d'Internet. En aquesta línia també destaca el llibre Gamer Theory (HUP, 2007), on assenyala els videojocs com la forma cultural emergent del moment. Recentment ha publicat Molecular Red: Theory for The Anthropocene (Verso, 2017), un assaig on se serveix de les obres de dos novel·listes de ciència-ficció, Alexander Bogdanov i Kim Stanley Robinson, per reflexionar sobre l'Antropocè i una de les seves amenaces principals: el canvi climàtic. A partir dels mons alternatius que ambdós autors van imaginar, es planteja quina ha de ser la resposta a la crisi mediambiental actual.